# Gran Premio del Belgio 1974
Il Gran Premio del Belgio 1974 è stata la quinta prova della stagione 1974 del Campionato mondiale di Formula 1. Si è corsa il 12 maggio 1974 sul circuito di Nivelles, presso Bruxelles. La gara è stata vinta da Emerson Fittipaldi su McLaren-Ford Cosworth; per il vincitore si trattò dell'undicesimo successo nel mondiale. Ha preceduto sul traguardo l'austriaco Niki Lauda su Ferrari e il sudafricano Jody Scheckter su Tyrrell-Ford Cosworth. Per quest'ultimo pilota si trattò del primo podio nel mondiale di F1.

## Vigilia

### Aspetti tecnici
La Tyrrell affidò il nuovo modello 007 anche a Patrick Depailler, dopo che, nella gara precedente, era stato utilizzato dal solo Jody Scheckter. Fece il suo esordio, nella gara belga, una nuova scuderia, la Token. La vettura, la RJ02, era stata concepita da Ray Jessop, su richiesta di Ron Dennis, manager della scuderia di Formula 2 Rondel. Dennis dovette poi abbandonare l'idea di debuttare in F1, ma la vettura, ormai costruita, venne acquistata da Tony Vlassopoulo e Ken Grob, che decisero di proseguire l'impegno nella massima formula fondando la Token. Nella gara avrebbe dovuto fare il suo esordio anche un altro costruttore, la Lyncar, che preferì posticipare l'impegno. Sia Lyncar che Token avevano comunque già partecipato al BRDC International Trophy, tradizionale gara fuori campionato, disputata sul tracciato di Silverstone, ad aprile.

### Aspetti sportivi
Il Gran Premio del Belgio di disputò per la seconda, e ultima volta, sul Circuito di Nivelles, località posta a pochi chilometri dalla capitale Bruxelles. La gara ottenne il sostegno della Bang & Olufsen, azienda danese specializzata nella produzione di apparecchi audio e televisori.
La Brabham ingaggiò una terza vettura, una BT42, affidata al pilota esordiente locale Teddy Pilette, figlio d'arte, dell'ex pilota di F1 André Pilette. Pilette aveva però disputato varie gare non valide come prove di Campionato, al volante sempre di vetture di Formula 5000. Un'altra Brabham venne guidata da Gérard Larrousse, pilota francese, che prese il posto dell'infortunato Silvio Moser alla Scuderia Finotto. Larrousse, anche lui all'esordio, era già stato iscritto, senza prendere parte all'evento, al Gran Premio di Francia 1971, dalla Surtees.
Il terzo esordiente, impegnato nelle qualifiche, fu il finlandese Leo Kinnunen. Iscritto dal team privato AAW Racing Team, guidava una Surtees TS16. Kinnunen, che fu il primo pilota del suo Paese a tentare l'avventura nella massima formula, aveva una certa esperienza nelle gare di durata. Kinnunen fu anche l'ultimo pilota a correre in F1 senza utilizzare un casco integrale. Anche la Token si affidò a un esordiente, il gallese Tom Pryce, pilota di F2 del team Rondel.
Gijs van Lennep sostituì Tom Belsø alla Iso-Marlboro. L'olandese aveva già disputato, nel 1973, tre gare con la scuderia anglo-italiana. L'Ensign, dopo aver saltato i tre precedenti gran premi rientrò in campionato schierando Vern Schuppan. L'australiano non era partito nel Gran Premio del Belgio 1972, al volante di una BRM. Non partecipò al gran premio invece la Amon. Denny Hulme, dopo aver utilizzato il numero 56 nella gara del Jarama, tornò al suo tradizionale numero 6. Tim Schenken impiegò, invece, il numero 41, mentre in Spagna aveva utilizzato il 23.

## Qualifiche

### Resoconto
La prima giornata di prove fu caratterizzata dalla pioggia. Ciò lasciò ai piloti, nella prima sessione di libere, solo pochi minuti per provare la pista con condizioni meno difficili. Il pilota più rapido fu Emerson Fittipaldi, uno dei pochi che ebbe la possibilità di montare gomme da asciutto.
Nella seconda sessione, con la pista che si stava asciugando per il vento, Niki Lauda, con gomme slick, ottenne 1'14"14, addirittura più di un secondo meno di James Hunt, che era stato secondo anche nella sessione del mattino. Terzo si era classificato Jean-Pierre Jarier, a due secondi dall'austriaco. Clay Regazzoni, l'altro pilota della Ferrari, a causa di un testacoda dovuto al fatto che la vettura aveva toccato una zona di asfalto umida, non era riuscito a scalare la graduatoria.
Il bel tempo del sabato permise ai piloti di migliorare i tempi della sessione del giorno precedente. Le Ferrari affrontarono la pista solo nei minuti finali, e Clay Regazzoni ottenne la pole position con 1'09"82, precedendo Jody Scheckter, di un secondo, e l'altro ferrarista Niki Lauda. Il tempo dell'elvetico venne contestato, in quanto era rilevato dai soli cronometristi ufficiali. La stessa scuderia italiana segnalò alla giuria che il tempo dello svizzero risultava di 1'11"23, realizzato all'ultimo tentativo (tempo che avrebbe valso il quinto tempo nello schieramento). La giuria però non modificò il suo risultato, e per Regazzoni fu la quarta partenza al palo nel mondiale.
A parte il risultato di Regazzoni, le vetture degli altri team di punta erano molto vicine. Tra Scheckter (secondo) e Mike Hailwood (tredicesimo) il distacco era di poco più di un secondo. Lauda, al termine delle prove, affermò che tutti i primi otto avevano ottime chance per conquistare la vittoria. Nel corso delle prove Peterson uscì di pista, senza conseguenze fisiche per il pilota.

### Risultati
Nella sessione di qualifica si è avuta questa situazione:
| Pos | No | Pilota               | Costruttore                | Squadra | Griglia |
| --- | -- | -------------------- | -------------------------- | ------- | ------- |
| 1   | 11 | Clay Regazzoni       | Ferrari                    | 1'09"82 | 1       |
| 2   | 3  | Jody Scheckter       | Tyrrell-Ford Cosworth      | 1'10"86 | 2       |
| 3   | 12 | Niki Lauda           | Ferrari                    | 1'11"04 | 3       |
| 4   | 5  | Emerson Fittipaldi   | McLaren-Ford Cosworth      | 1'11"07 | 4       |
| 5   | 1  | Ronnie Peterson      | Lotus-Ford Cosworth        | 1'11"21 | 5       |
| 6   | 20 | Arturo Merzario      | Iso Marlboro-Ford Cosworth | 1'11"29 | 6       |
| 7   | 14 | Jean-Pierre Beltoise | BRM                        | 1'11"39 | 7       |
| 8   | 18 | Carlos Pace          | Surtees-Ford Cosworth      | 1'11"46 | 8       |
| 9   | 24 | James Hunt           | Hesketh-Ford Cosworth      | 1'11"53 | 9       |
| 10  | 9  | Hans-Joachim Stuck   | March-Ford Cosworth        | 1'11"57 | 10      |
| 11  | 4  | Patrick Depailler    | Tyrrell-Ford Cosworth      | 1'11"60 | 11      |
| 12  | 6  | Denny Hulme          | McLaren-Ford Cosworth      | 1'11"61 | 12      |
| 13  | 33 | Mike Hailwood        | McLaren-Ford Cosworth      | 1'11"98 | 13      |
| 14  | 22 | Vern Schuppan        | Ensign-Ford Cosworth       | 1'12"02 | 14      |
| 15  | 15 | Henri Pescarolo      | BRM                        | 1'12"33 | 15      |
| 16  | 2  | Jacky Ickx           | Lotus-Ford Cosworth        | 1'12"42 | 16      |
| 17  | 17 | Jean-Pierre Jarier   | Shadow-Ford Cosworth       | 1'12"53 | 17      |
| 18  | 16 | Brian Redman         | Shadow-Ford Cosworth       | 1'12"73 | 18      |
| 19  | 28 | John Watson          | Brabham-Ford Cosworth      | 1'12"76 | 19      |
| 20  | 42 | Tom Pryce            | Token-Ford Cosworth        | 1'12"85 | 20      |
| 21  | 27 | Guy Edwards          | Lola-Ford Cosworth         | 1'13"33 | 21      |
| 22  | 8  | Rikky von Opel       | Brabham-Ford Cosworth      | 1'13"34 | 22      |
| 23  | 41 | Tim Schenken         | Trojan-Ford Cosworth       | 1'13"36 | 23      |
| 24  | 7  | Carlos Reutemann     | Brabham-Ford Cosworth      | 1'13"47 | 24      |
| 25  | 37 | François Migault     | BRM                        | 1'13"49 | 25      |
| 26  | 19 | Jochen Mass          | Surtees-Ford Cosworth      | 1'13"81 | 26      |
| 27  | 34 | Teddy Pilette        | Brabham-Ford Cosworth      | 1'14"05 | 27      |
| 28  | 43 | Gérard Larrousse     | Brabham-Ford Cosworth      | 1'14"22 | 28      |
| 29  | 26 | Graham Hill          | Lola-Ford Cosworth         | 1'14"30 | 29      |
| 30  | 21 | Gijs Van Lennep      | Iso Marlboro-Ford Cosworth | 1'15"60 | 30      |
| 31  | 10 | Vittorio Brambilla   | March-Ford Cosworth        | 1'23"81 | 31      |
| NQ  | 44 | Leo Kinnunen         | Surtees-Ford Cosworth      | 1'28"77 | NQ      |

## Gara

### Resoconto
Clay Regazzoni, Jody Scheckter e Emerson Fittipaldi furono protagonisti di un buon avvio. Alla prima curva Regazzoni e Scheckter arrivarono appaiati alla prima curva, con il ticinese che mantenne il comando della gara. Scheckter venne insidiato, con successo, sia da Emerson Fittipaldi che da Niki Lauda. Il brasiliano ebbe la meglio sul pilota della Tyrrell, che si difese dall'austriaco. Nel corso del primo giro Lauda venne passato anche da Ronnie Peterson. Seguivano poi James Hunt, Carlos Pace, Jean-Pierre Beltoise e Patrick Depailler.
Lauda, già al terzo giro, riprese la posizione a Peterson, mentre all'ottavo passò anche Scheckter, per il terzo posto. La gara rimase congelata, almeno nelle prime posizioni, per diversi giri, mentre era più intesa la lotta per le posizioni di rincalzo. Al dodicesimo giro Henri Pescarolo fu colpito da Guy Edwards, e fu costretto a una sosta per riparare la sua monoposto, senza però poter rientrare in gara. Carlos Reutemann, molto staccato, si fermò per dei problemi di vibrazione, e dopo un paio di giri, riprese il gran premio. Due giri di fermò anche Pace, per sostituire uno pneumatico danneggiato da una foratura.
Al giro 30, Lauda, ostacolato da un doppiaggio, dovette cedere la terza piazza nuovamente a Jody Scheckter. Il pilota della Ferrari ripasso quello della Tyrrell al giro 38. Nello stesso giro Peterson, che era alle spalle proprio della coppia Scheckter-Lauda, dovette rientrare ai box per problemi di vibrazione della sua Lotus. Al trentanovesimo giro Clay Regazzoni, primo, effettuò un'escursione di pista nel corso di un doppiaggio di Gérard Larrousse. Pur in grado di riprendere la pista, l'elvetico venne passato sia da Fittipaldi che da Lauda. Al termine della gara Regazzoni si lamentò per il comportamento di Larrousse. Anche la scelta di far partire ben 31 piloti su una pista molto corta venne criticata, per l'elevato numero di doppiaggi che imponeva ai piloti di testa.
Al quarantaseiesimo giro James Hunt subì la rottura di una sospensione posteriore: la sua Hesketh perse la ruota, partì in testacoda e l'inglese dovette abbandonare. Nello stesso passaggio Mike Hailwood passò Patrick Depailler, e si trovò quinto. Hailwood, il giro seguente, commise un errore di guida, cedendo nuovamente a Depailler.
Fittipaldi comandava il gran premio, con un secondo di vantaggio su Lauda. Seguivano poi Clay Regazzoni, Jody Scheckter, Patrick Depailler, Jean-Pierre Beltoise e Denny Hulme. La gara di Depailler terminò al cinquantaquattresimo giro. Gli pneumatici risultavano molto deteriorati e vi era un problema all'impianto frenante. Al giro 60 vi fu anche il ritiro definitivo per Peterson, ormai lontano dalla zona dei punti. Cinque giri anche Reutemann abbandonò la gara.
Al giro 66 Mike Hailwood passò Hulme, posizionandosi sesto. Il neozelandese, poco dopo, cedette anche a Jarier. Al sessantanovesimo giro Hailwood ebbe la meglio anche su Beltoise, passato poco dopo, anche lui da Jean-Pierre Jarier.
Scheckter, in attacco su Regazzoni, colpì la vettura di Tom Pryce, mandandola in testacoda. Il sudafricano poté continuare, mentre il gallese fu costretto al ritiro. Al settantanovesimo giro Jarier, che era senza benzina a causa di un problema al sistema di alimentazione, fu costretto ad effettuare un rabbocco di carburante, cosa che lo allontanò dalla zona dei punti. Al giro 81 esplose, sul rettilineo d'arrivo, il motore di Brian Redman.
Anche Mike Hailwood si ritrovò, nei giri finali, a corto di carburante e, dovendo rallentare il ritmo, si fece passare da Beltoise e Hulme. Nell'ultimo giro Lauda attaccò Fittipaldi, proprio sul traguardo, ma senza successo. La vettura di Lauda aveva perso i pesi di bilanciamento delle ruote anteriori, cosa che provocava forti vibrazioni.
Regazzoni si trovò senza benzina, concluse la gara, ma alle spalle di Scheckter. Completarono la zona dei punti Jean-Pierre Beltoise e Denny Hulme. Per Emerson Fittipaldi fu l'undicesima vittoria iridata, mentre Jody Scheckter colse il suo primo arrivo a podio. Fu il primo pilota sudafricano a cogliere questo risultato, dal secondo posto di Tony Maggs nel Gran Premio di Francia 1963. Fu anche la settantesima vittoria per una vettura motorizzata dalla Ford Cosworth.

### Risultati
I risultati del gran premio sono i seguenti:
| Pos | No | Pilota               | Costruttore                | Giri | Tempo/Ritiro     | Pos. Griglia          | Punti |
| --- | -- | -------------------- | -------------------------- | ---- | ---------------- | --------------------- | ----- |
| 1   | 5  | Emerson Fittipaldi   | McLaren-Ford Cosworth      | 85   | 1h44'20"57       | 4                     | 9     |
| 2   | 12 | Niki Lauda           | Ferrari                    | 85   | + 0"35           | 3                     | 6     |
| 3   | 3  | Jody Scheckter       | Tyrrell-Ford Cosworth      | 85   | + 45"61          | 2                     | 4     |
| 4   | 11 | Clay Regazzoni       | Ferrari                    | 85   | + 52"02          | 1                     | 3     |
| 5   | 14 | Jean-Pierre Beltoise | BRM                        | 85   | + 1'08"05        | 7                     | 2     |
| 6   | 6  | Denny Hulme          | McLaren-Ford Cosworth      | 85   | + 1'10"54        | 12                    | 1     |
| 7   | 33 | Mike Hailwood        | McLaren-Ford Cosworth      | 84   | + 1 giro         | 13                    |       |
| 8   | 26 | Graham Hill          | Lola-Ford Cosworth         | 83   | + 2 giri         | 29                    |       |
| 9   | 10 | Vittorio Brambilla   | March-Ford Cosworth        | 83   | + 2 giri         | 31                    |       |
| 10  | 41 | Tim Schenken         | Trojan-Ford Cosworth       | 83   | + 2 giri         | 23                    |       |
| 11  | 28 | John Watson          | Brabham-Ford Cosworth      | 83   | + 2 giri         | 19                    |       |
| 12  | 27 | Guy Edwards          | Lola-Ford Cosworth         | 82   | + 3 giri         | 21                    |       |
| 13  | 17 | Jean-Pierre Jarier   | Shadow-Ford Cosworth       | 82   | + 3 giri         | 17                    |       |
| 14  | 21 | Gijs Van Lennep      | Iso Marlboro-Ford Cosworth | 82   | + 3 giri         | 30                    |       |
| 15  | 22 | Vern Schuppan        | Ensign-Ford Cosworth       | 82   | + 3 giri         | 14                    |       |
| 16  | 37 | François Migault     | BRM                        | 82   | + 3 giri         | 25                    |       |
| 17  | 34 | Teddy Pilette        | Brabham-Ford Cosworth      | 81   | +4 giri          | 27                    |       |
| 18  | 16 | Brian Redman         | Shadow-Ford Cosworth       | 80   | Motore           | 18                    |       |
| Rit | 2  | Jacky Ickx           | Lotus-Ford Cosworth        | 72   | Surriscaldamento | 16                    |       |
| Rit | 42 | Tom Pryce            | Token-Ford Cosworth        | 66   | Collisione       | 20                    |       |
| Rit | 7  | Carlos Reutemann     | Brabham-Ford Cosworth      | 62   | Motore           | 24                    |       |
| Rit | 1  | Ronnie Peterson      | Lotus-Ford Cosworth        | 56   | Perdita d'olio   | 5                     |       |
| Rit | 4  | Patrick Depailler    | Tyrrell-Ford Cosworth      | 53   | Freni            | 11                    |       |
| Rit | 19 | Jochen Mass          | Surtees-Ford Cosworth      | 53   | Sospensione      | 26                    |       |
| Rit | 43 | Gérard Larrousse     | Brabham-Ford Cosworth      | 53   | Gomma            | 28                    |       |
| Rit | 18 | Carlos Pace          | Surtees-Ford Cosworth      | 50   | Tenuta di strada | 8                     |       |
| Rit | 8  | Rikky von Opel       | Brabham-Ford Cosworth      | 49   | Motore           | 22                    |       |
| Rit | 24 | James Hunt           | Hesketh-Ford Cosworth      | 45   | Incidente        | 9                     |       |
| Rit | 20 | Arturo Merzario      | Iso Marlboro-Ford Cosworth | 29   | Trasmissione     | 6                     |       |
| Rit | 15 | Henri Pescarolo      | BRM                        | 12   | Collisione       | 15                    |       |
| Rit | 9  | Hans-Joachim Stuck   | March-Ford Cosworth        | 6    | Frizione         | 10                    |       |
| NQ  | 44 | Leo Kinnunen         | Surtees-Ford Cosworth      |      |                  |                       |       |
| NA  | 29 | John Nicholson       | Lyncar-Ford Cosworth       |      |                  |                       |       |
| NA  | 30 | Chris Amon           | Amon-Ford Cosworth         |      |                  | Vettura indisponibile |       |
| WD  | 25 | Silvio Moser         | Brabham-Ford Cosworth      |      |                  | Infortunato           |       |

## Statistiche
Piloti
- 11ª vittoria per Emerson Fittipaldi
- 1° podio per Jody Scheckter
- 9º e ultimo giro più veloce per Denny Hulme
- 1º Gran Premio per Gérard Larrousse, Teddy Pilette e Tom Pryce

Costruttori
- 11° vittoria per la McLaren
- 190° podio per la Ferrari
- 50º Gran Premio per la Surtees
- 1º Gran Premio per la Token

Motori
- 70ª vittoria per il motore Ford Cosworth
- 190° podio per il motore Ferrari

Giri al comando
- Clay Regazzoni (1-38)
- Emerson Fittipaldi (39-85)

## Classifiche

### Piloti
| Pos. | Pilota               | Punti |
| ---- | -------------------- | ----- |
| 1    | Emerson Fittipaldi   | 22    |
| 2    | Niki Lauda           | 21    |
| 3    | Clay Regazzoni       | 19    |
| 4    | Denny Hulme          | 11    |
| 5    | Jean-Pierre Beltoise | 10    |
| 6    | Carlos Reutemann     | 9     |
| 7    | Mike Hailwood        | 9     |
| 8    | Jody Scheckter       | 6     |
| 9    | Hans-Joachim Stuck   | 5     |
| 10   | Jacky Ickx           | 4     |
| 11   | Patrick Depailler    | 4     |
| 12   | Carlos Pace          | 3     |
| 13   | Ronnie Peterson      | 1     |
| 14   | Arturo Merzario      | 1     |

### Costruttori
| Pos. | Team                       | Punti |
| ---- | -------------------------- | ----- |
| 1    | McLaren-Ford Cosworth      | 35    |
| 2    | Ferrari                    | 27    |
| 3    | BRM                        | 10    |
| 4    | Tyrrell-Ford Cosworth      | 10    |
| 5    | Brabham-Ford Cosworth      | 9     |
| 6    | March-Ford Cosworth        | 5     |
| 7    | Lotus-Ford Cosworth        | 4     |
| 8    | Surtees-Ford Cosworth      | 3     |
| 9    | Iso Marlboro-Ford Cosworth | 1     |